# 灌溪镇 (常德市)
灌溪镇位于湖南常德市鼎城区境内，因生产浦沅吊车（现已被中联重科收购）而出名，又称中国吊车第一镇。该镇以机械制造为主，拥有很多加工厂，比较大型的有：中联重科，武陵电梯，中钢等。是常德的一个工业重镇。

## 行政区划
石板滩镇下辖以下地区：
溪沿社区、百家坪社区、唐家桥村、富贵坪村、中心桥村、兴发垸村、黄土山村、汤家坪村、岗市村、大挡村、铁山村、窑顶村、乐福村、常桃村、白马岗村和五里岗村。